# Kempinski

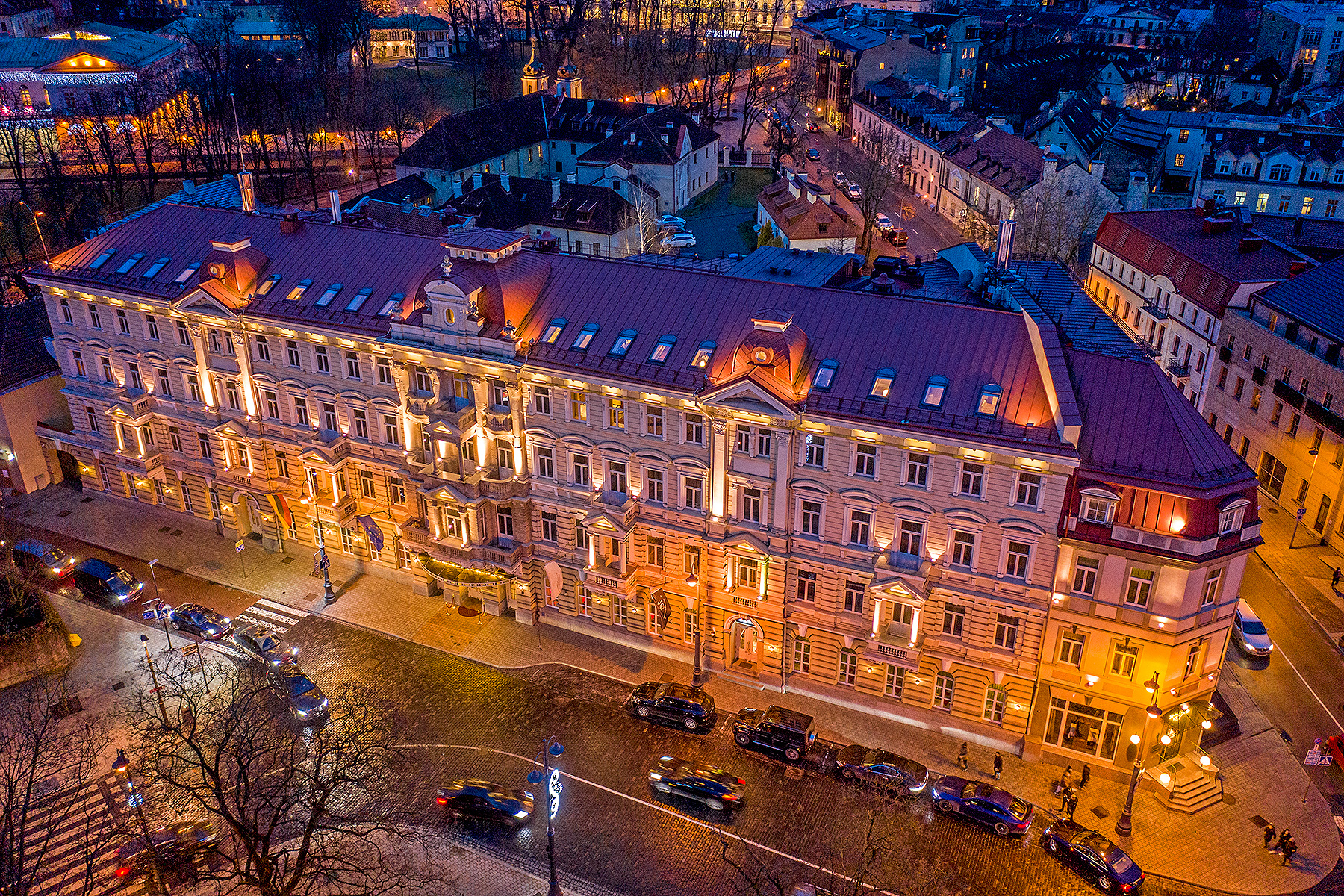
Grand Hotel Kempinski Vilnius

Kempinski — немецкая международная гостиничная сеть, основанная в 1897 году.
Корпоративный офис расположен в Женеве, Швейцария. Контрольным пакетом сети владеет таиландская группа компаний Crown Property Bureau. На 2014 год Kempinski Hotels располагает 80 пятизвёздочными отелями в 30 странах мира.

## История
Kempinski Hotels является старейшей сетью отелей высшего класса в Европе.
История компании ведёт отсчёт с 1862 года, когда один из двух братьев Кемпински (евреев-торговцев из Рашкува, Пруссия), Мориц, открыл в Бреслау и в Позене (сегодняшние польские города Вроцлав и Познань, соответственно) специализированные винные магазины под названием M. Kempinski & Co.
Два года спустя в компании начал работать и второй брат, Бертольд. Именно он на доходы от успешной виноторговли через 10 лет основал в Берлине винный магазин, вскоре переоборудованный в ресторан. Дальнейшие успехи в бизнесе позволили Бертольду с супругой в 1889 году открыть на Лейпцигер-штрассе под своим именем ещё один ресторан, самый большой на то время в Берлине.
Поскольку в семье Бертольда и Хелен Кемпински не было сыновей, управляющим тогда ещё небольшой компанией стал муж их дочери Фриды Рихард Унгер, который вскоре внёс немалую лепту в достижения фирмы. В 1897 году он основал компанию Hotelbetriebs-Aktiengesellschaft, которая занялась гостиничным бизнесом, что и послужило историческим началом нынешней группы компаний Kempinski Hotels.
Бертольд Кемпински вскоре ушёл на пенсию, и управление компанией окончательно перешло к Рихарду Унгеру. 14 марта 1910 года Бертольда Кемпински не стало.
До Первой мировой войны компания создала достаточно мощную структуру, которая позволила ей не потерять бизнес в военные годы, а по окончании войны — даже расшириться. Рихард обзавёлся собственным производством, а в скором времени открыл на улице Курфюрстендамм, 27 большой ресторан. Именно по этому адресу до сих пор находится один из отелей сети, Kempinski Hotel Bristol.
В 1928 году M. Kempinski & Co стала основателем новой концепции бизнеса, объединив гастрономию и развлечения, что сделало компанию популярной не только в Берлине, но и в его окрестностях.
Преследование евреев пришедшими к власти в Германии нацистами вынудило Рихарда Унгера с семьёй в 1937 году эмигрировать в США. Начавшаяся вскоре Вторая мировая война полностью лишила компанию недвижимости в Берлине — здания были уничтожены бомбардировками и последующими пожарами.
Тем не менее, по окончании войны Фридрих Унгер, внук Бертольда и сын Рихарда Унгера, возвратился в Германию. В 1951 году на месте разрушенного ресторана на Курфюрстендам, 27 он начал строить гостиницу. Первый (причём сразу пятизвёздочный) отель Kempinski открылся в 1952 году и стал самым современным в Берлине. Ряд нововведений, таких как крытый бассейн, превратил гостиницу в самый фешенебельный и популярный гранд-отель того времени.
В 1953 году Фридрих Унгер продал свою часть бизнеса управляющей компании. Отель Bristol Kempinski стал первым активом международной гостиничной группы. Дальнейшими её приобретениями стали отели Atlantic в Гамбурге, Vier Jahreszeiten в Мюнхене (на 50 %), Gravenbruch в окрестностях Франкфурта.
В 1970 году Hotelbetriebs-Aktiengesellschaft сменила название на Kempinski Hotelbetriebs-Aktiengesellschaft, а с 1977 года компания известна под коротким названием Kempinski AG.
В 1985 году акционером Kempinski AG становится компания Lufthansa. Результатом реорганизации бизнеса стало создание управляющей компании Kempinski Hotels SA, которая руководила гостиницами уже в нескольких странах Европы. С этого же времени начинается история женевской штаб-квартиры компании.
Начиная с 1991 года компания каждый год открывает как минимум один новый отель.
В ноябре 1994 года компанию поглотила путём приобретения контрольного пакета акций группа Dusit Sindhorn, Таиланд. В результате дальнейших сделок управление компанией перешло к Crown Property Bureau, Бангкок, Таиланд, действующей в интересах банка Siam Commercial Bank of Bangkok.

## Деятельность
Сеть отелей Kempinski объединяет отели, расположенные во многих известных городах и курортах мира. Это и гранд-отели, и гостиничные комплексы, выполненные в стиле «модерн», и отели, традиционные для страны своего местонахождения. Компания не ставила перед собой задачи унификации отелей, поэтому каждый из них имеет свою индивидуальность.
Kempinski Hotels по состоянию на 2014 год управляет в общей сложности 80 пятизвёздочными отелями в 30 странах мира. Список отелей при этом постоянно расширяется — добавляются новых гостиницы в Европе, на Ближнем Востоке, в Африке и Азии.

## Список отелей

### В России
В России под управлением сети работают отели:
- Hotel Baltschug Kempinski, Москва[5]
- Kempinski Hotel Moika 22, Санкт-Петербург

В октябре 2013 года компания объявила об открытии под своим управлением после реконструкции отеля Nikolskaya Kempinski в Москве, однако уже в мае 2014 года договор об управлении был расторгнут.
28 января 2019 года журнал Forbes представил рейтинг «Крупнейшие отельные сети России». Сеть отелей Kempinski Hotels, владеющая 3 объектами в 3 регионах России, заняла девятое место в данном рейтинге. В 2018 году доход Kempinski Hotels от деятельности на территории России составил 45 000 000 долларов.

## Фотографии

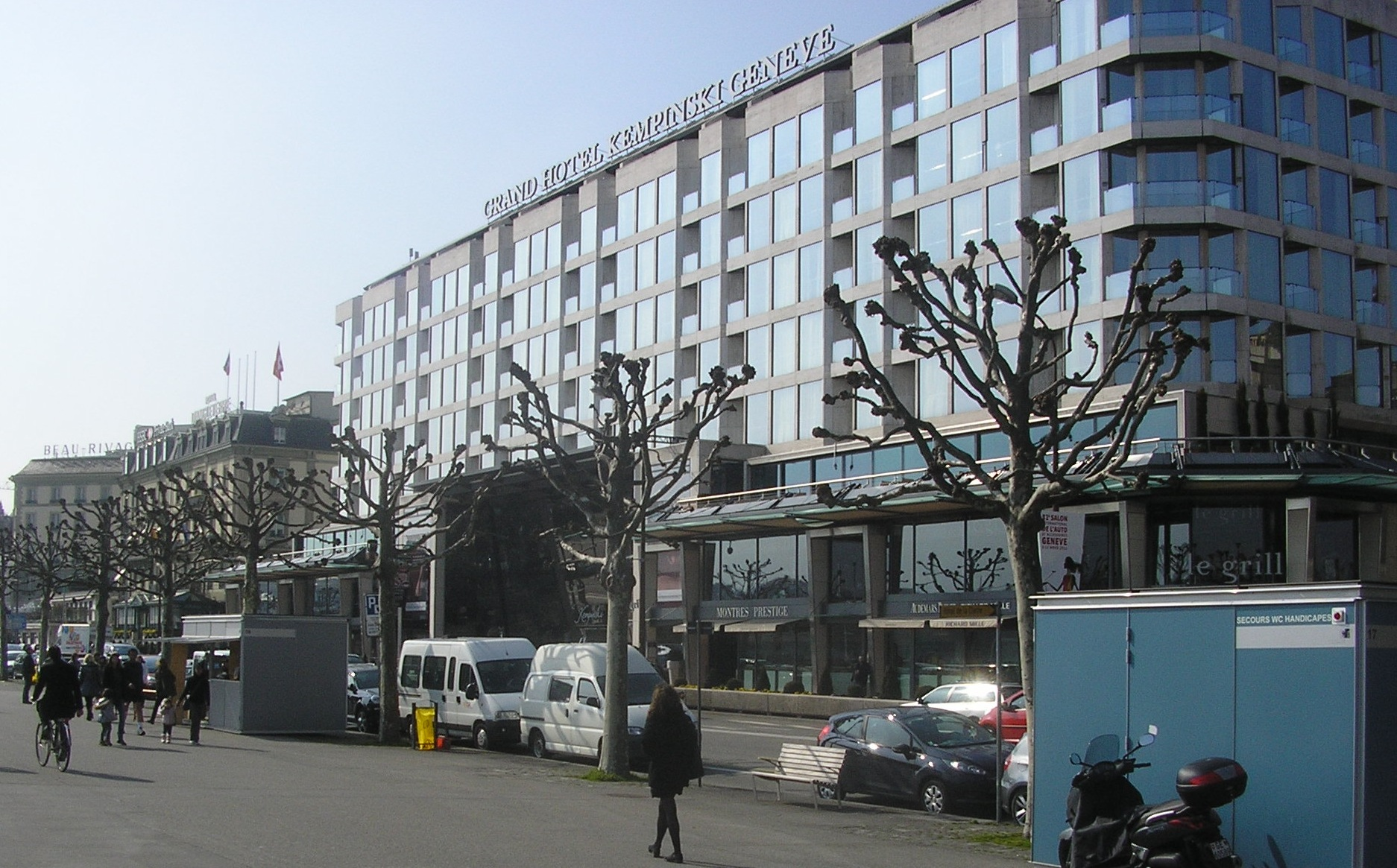
Grand Hôtel Kempinski, Женева
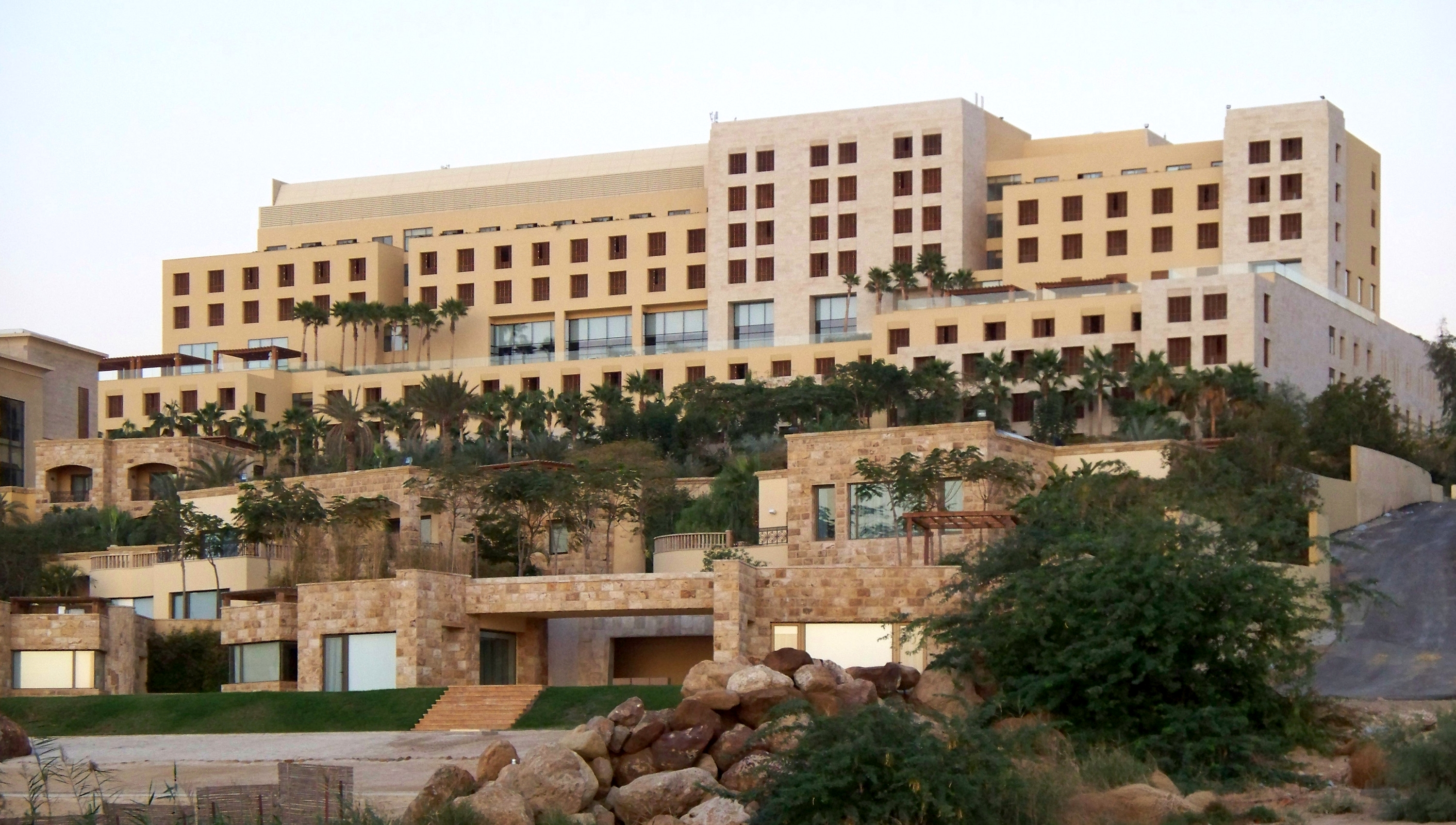
Hotel Ishtar, Мёртвое море, Иордания